# November 2011
Portal Geschichte | Portal Biografien | Aktuelle Ereignisse | Jahreskalender | Tagesartikel

◄ |
20. Jahrhundert |
21. Jahrhundert

◄ |
1980er |
1990er |
2000er |
2010er
| 2020er | 2030er | 2040er

◄ |
2007 |
2008 |
2009 |
2010 |
2011
| 2012 | 2013 | 2014 | 2015 | ►

◄ |
August 2011 |
September 2011 |
Oktober 2011 |
November 2011 |
Dezember 2011 |
Januar 2012 |
Februar 2012 |
►
Dieser Artikel behandelt tagesbezogene Nachrichten und Ereignisse im November 2011.

## Tagesgeschehen

### Dienstag, 1. November 2011

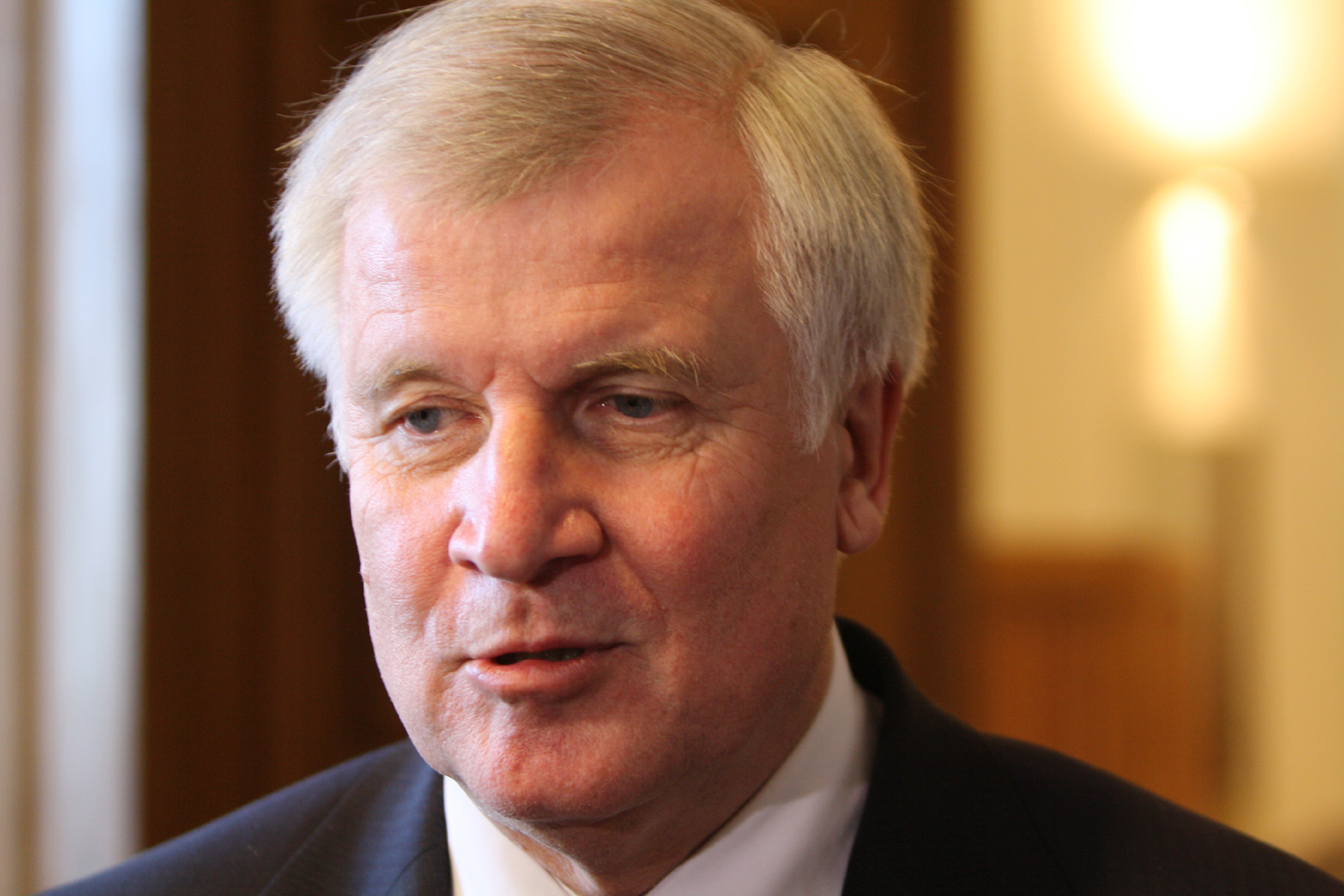
Horst Seehofer

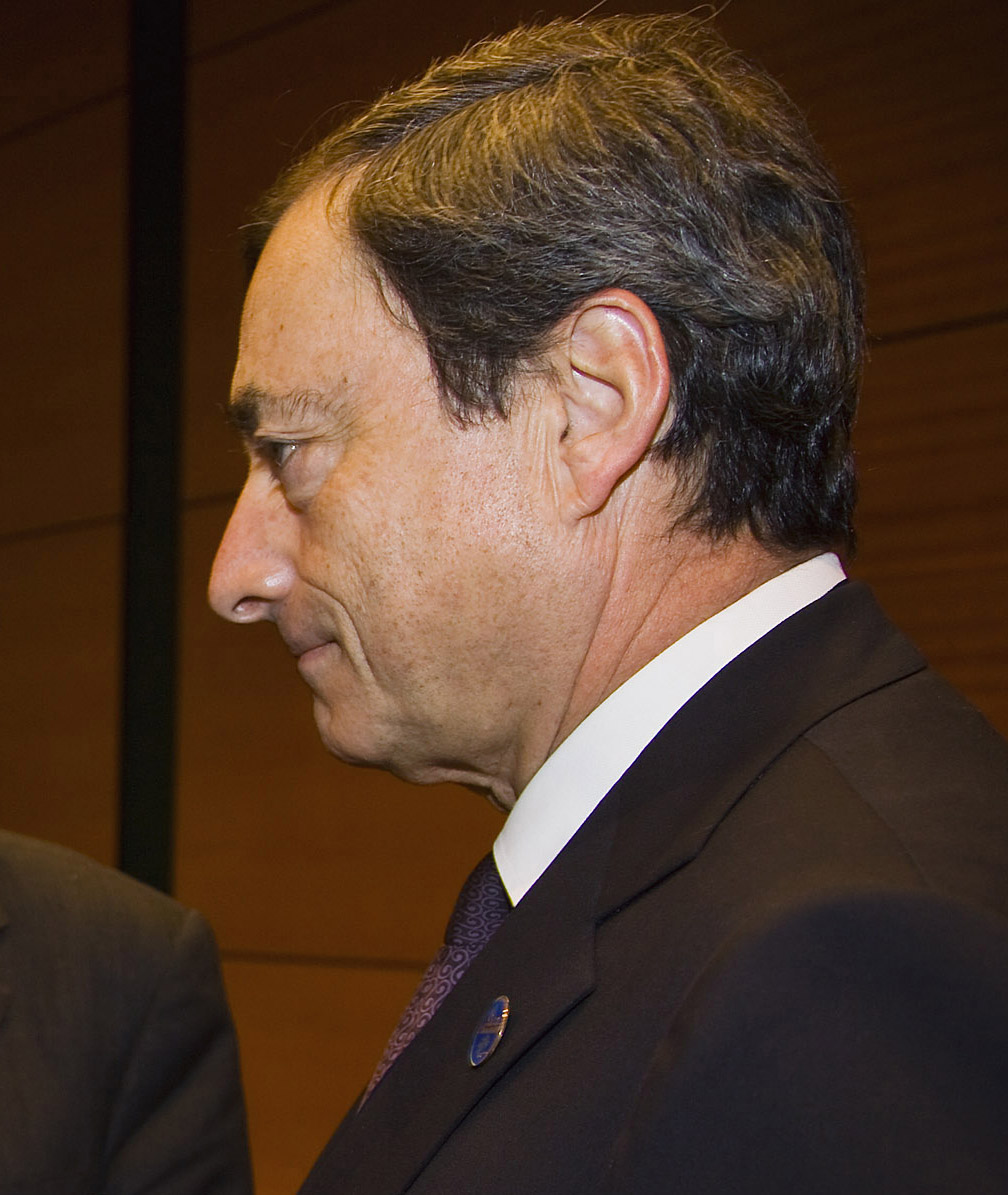
Mario Draghi

- Berlin/Deutschland: Der Ministerpräsident von Bayern Horst Seehofer (CSU) tritt turnusgemäß das Amt des Bundesratspräsidenten an.[1]
- Frankfurt am Main/Deutschland: Der bisherige Vorsitzende der Banca d’Italia, Mario Draghi, übernimmt von Jean-Claude Trichet den Vorsitz der Europäischen Zentralbank.[2]

## Weblinks

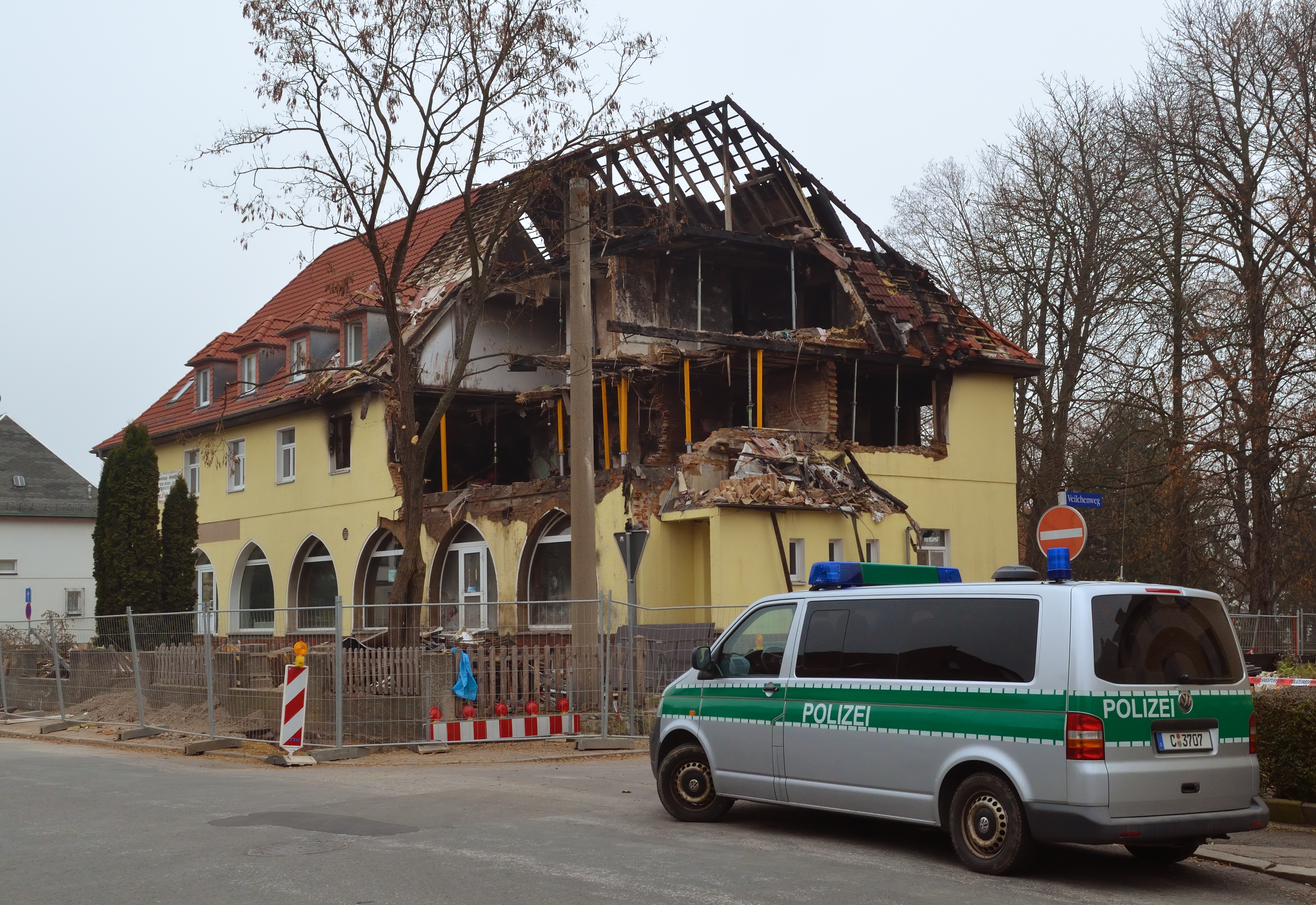
Sachsen im November 2011

### Mittwoch, 2. November 2011
- Berlin/Deutschland: Zur Feier des 50. Jahrestages des Anwerbeabkommens mit der Türkei wird Ministerpräsident Recep Tayyip Erdoğan erwartet.[3]
- London / Vereinigtes Königreich: Der High Court of Justice entscheidet in zweiter Instanz, dass der WikiLeaks-Sprecher Julian Assange an Schweden ausgeliefert werden darf.[4]

### Donnerstag, 3. November 2011
- Cannes/Frankreich: Beginn des G20-Gipfels
- Homs/Syrien: Bei erneuten Zusammenstößen zwischen Demonstranten und Soldaten kommen mindestens 33 Menschen ums Leben und Dutzende weitere werden verletzt.[5]

### Freitag, 4. November 2011
- Damaturu/Nigeria: Anhänger von Boko Haram greifen mehrere Kirchen und Polizeistationen an, wobei mindestens 63 Menschen ums Leben kommen.[6]
- Karlsruhe/Deutschland: Harald Range tritt die Nachfolge von Monika Harms als Generalbundesanwalt beim Bundesgerichtshof an.[7]
- Moskau/Russland: Das Raumfahrtexperiment Mars-500 endet erfolgreich.[8]

### Samstag, 5. November 2011

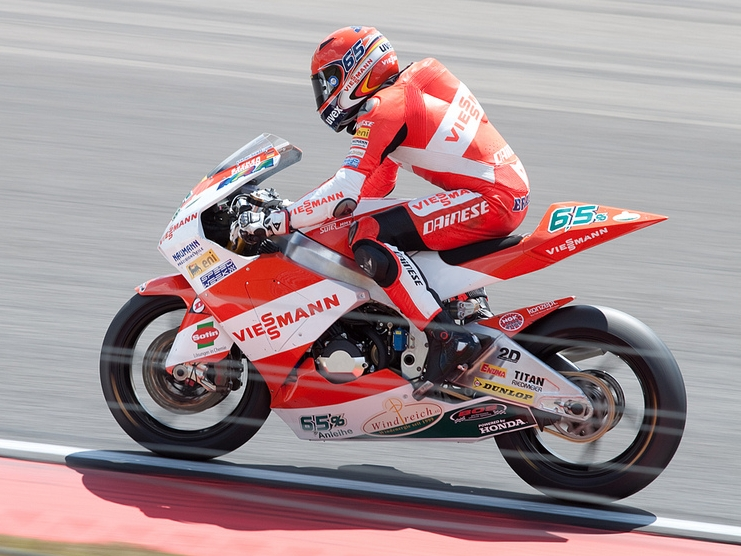
Stefan Bradl

- Valencia/Spanien: Der deutsche Motorradrennfahrer Stefan Bradl gewinnt den Weltmeistertitel in der Moto2-Klasse.[9]

### Sonntag, 6. November 2011
- Guatemala-Stadt/Guatemala: Bei der Stichwahl um das Präsidentschaftsamt gewinnt Otto Pérez Molina mit 55 % der abgegebenen Wählerstimmen, während sein Kontrahent Manuel Baldizón 45 % erhält.[10]
- Managua/Nicaragua: Bei der Präsidentschaftswahl wird der Ex-Guerillero Daniel Ortega mit mehr als 62 % der abgegebenen Wählerstimmen wiedergewählt, während Fabio Gadea 31 % und Arnoldo Alemán 6 % erhalten.[11]

### Montag, 7. November 2011
- Washington, D.C. / Vereinigte Staaten: Die Bundesregierung vereinbart mit Bolivien die Wiederherstellung der seit 2008 unterbrochenen diplomatischen Beziehungen.[12]

### Dienstag, 8. November 2011

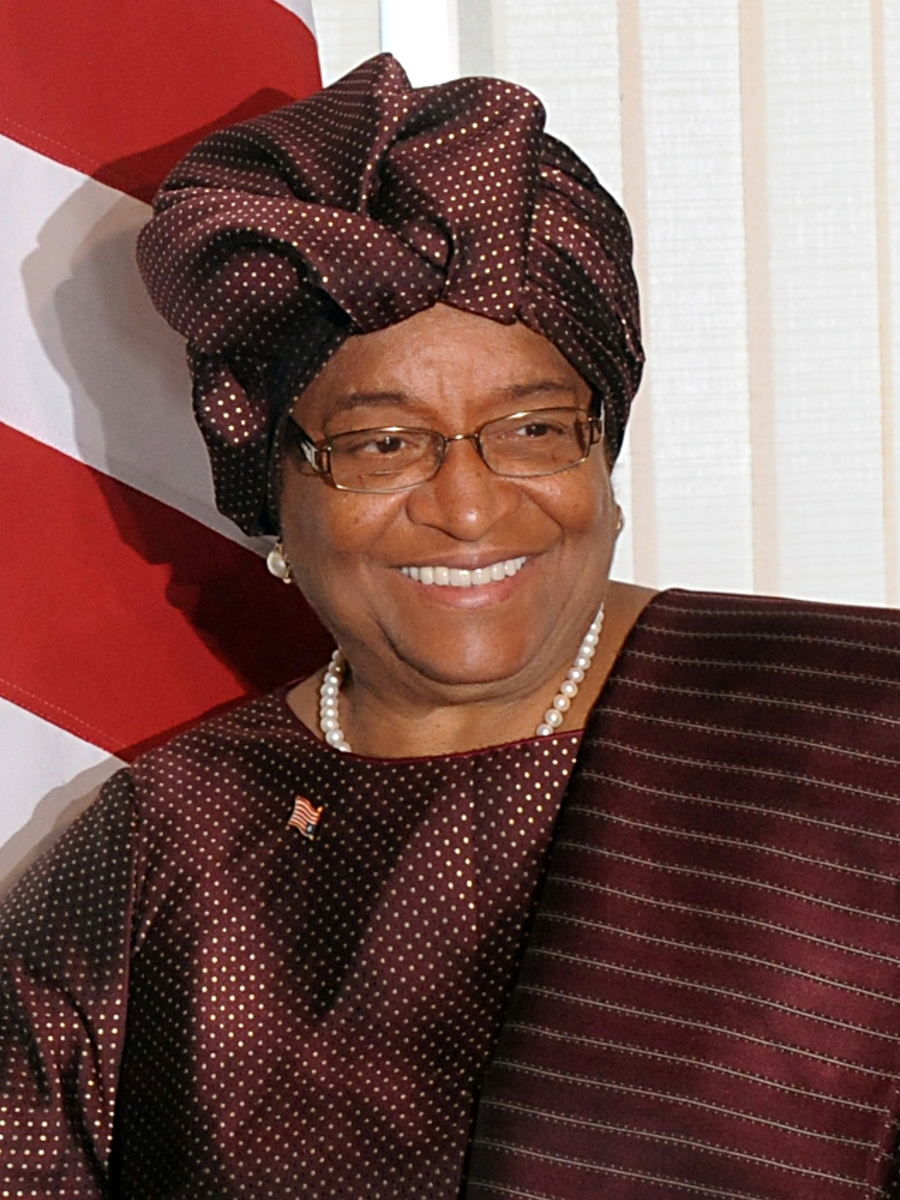
Ellen Johnson Sirleaf

- Lubmin/Deutschland: Bundeskanzlerin Angela Merkel und der russische Präsident Dmitri Medwedew eröffnen offiziell die Pipeline Nord Stream, durch die Erdgas von den Lagerstätten im sibirischen Juschno-Russkoje nach Westeuropa transportiert wird.[13]
- Monrovia/Liberia: Nachdem ihr Herausforderer Winston Tubman seinen Anhängern empfohlen hatte, die Stichwahl um das Präsidentschaftsamt zu boykottieren, gewinnt die Amtsinhaberin und diesjährige Friedensnobelpreisträgerin Ellen Johnson Sirleaf erwartungsgemäß.[14]
- Rom/Italien: Ministerpräsidenten Silvio Berlusconi kündigt seinen Rücktritt und den Verzicht auf eine erneute Wiederwahl an.[15]
- Sonnensystem: Der Asteroid 2005 YU55 passiert die Erdumlaufbahn mit dem 0,85-fachen der Monddistanz.[16]
- Tunis/Tunesien: Der früheren Generalsekretär des Allgemeinen Volkskomitees in Libyen und De-facto-Regierungschef Al-Baghdadi Ali al-Mahmudi wird an sein Heimatland ausgeliefert.[17]

### Mittwoch, 9. November 2011

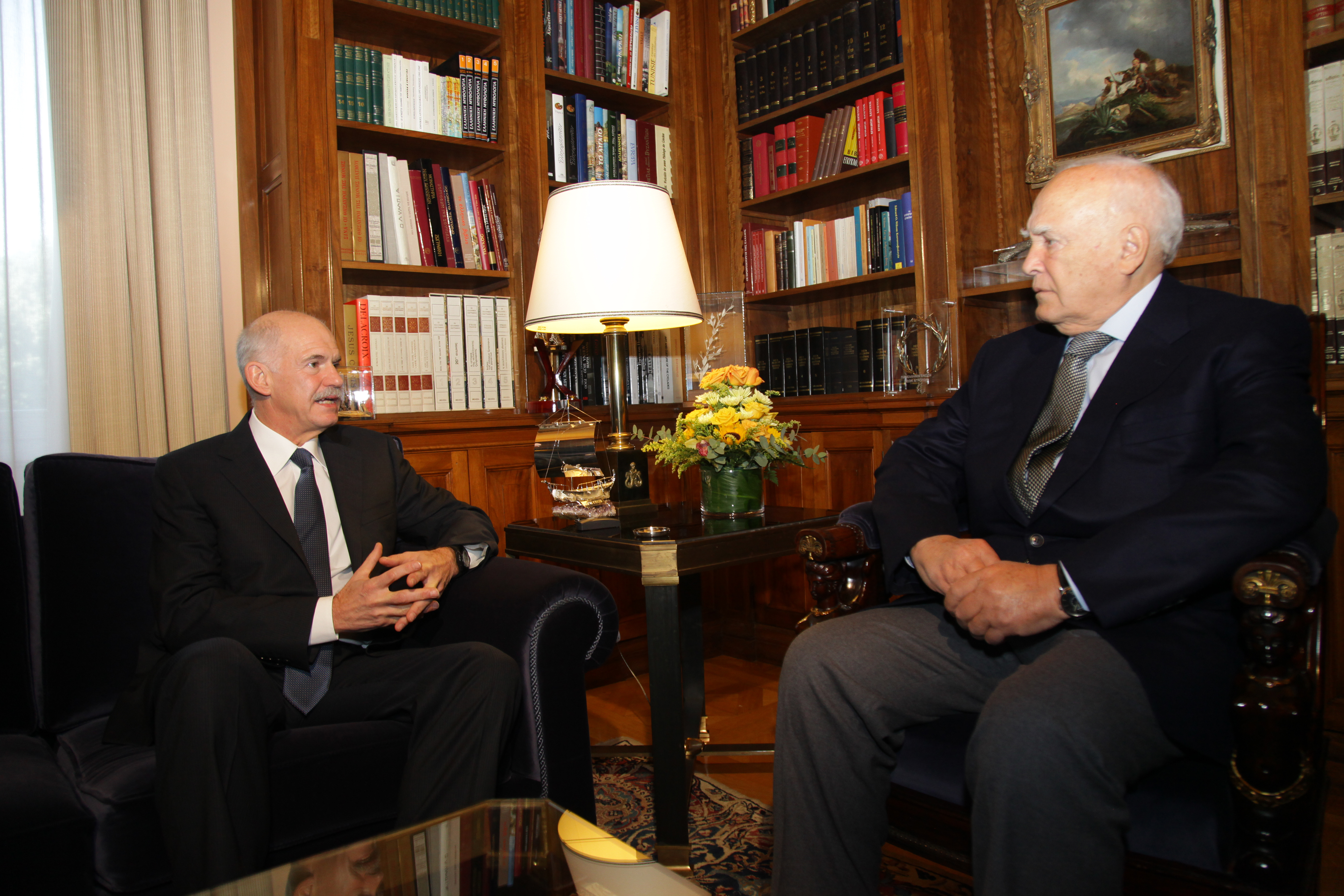
Giorgos Papandreou und Griechenlands Präsident Karolos Papoulias

- Athen/Griechenland: Der in der Schuldenkrise unter Druck geratene Ministerpräsident Giorgos Papandreou erklärt offiziell seinen Rücktritt.[18]
- Karlsruhe/Deutschland: Die geltende Fünf-Prozent-Sperrklausel bei Europawahlen verstößt nach einem Urteil des Bundesverfassungsgerichts gegen das Grundgesetz.[19]
- Vösendorf/Österreich: Die Skirennläuferin Elisabeth Görgl und der Skispringer Thomas Morgenstern werden zu Sportlern des Jahres gewählt.[20]

### Donnerstag, 10. November 2011
- Yaren/Nauru: Frederick Pitcher wird zum Nachfolger des zuvor zurückgetretenen Präsidenten Marcus Stephen gewählt.[21]

### Freitag, 11. November 2011

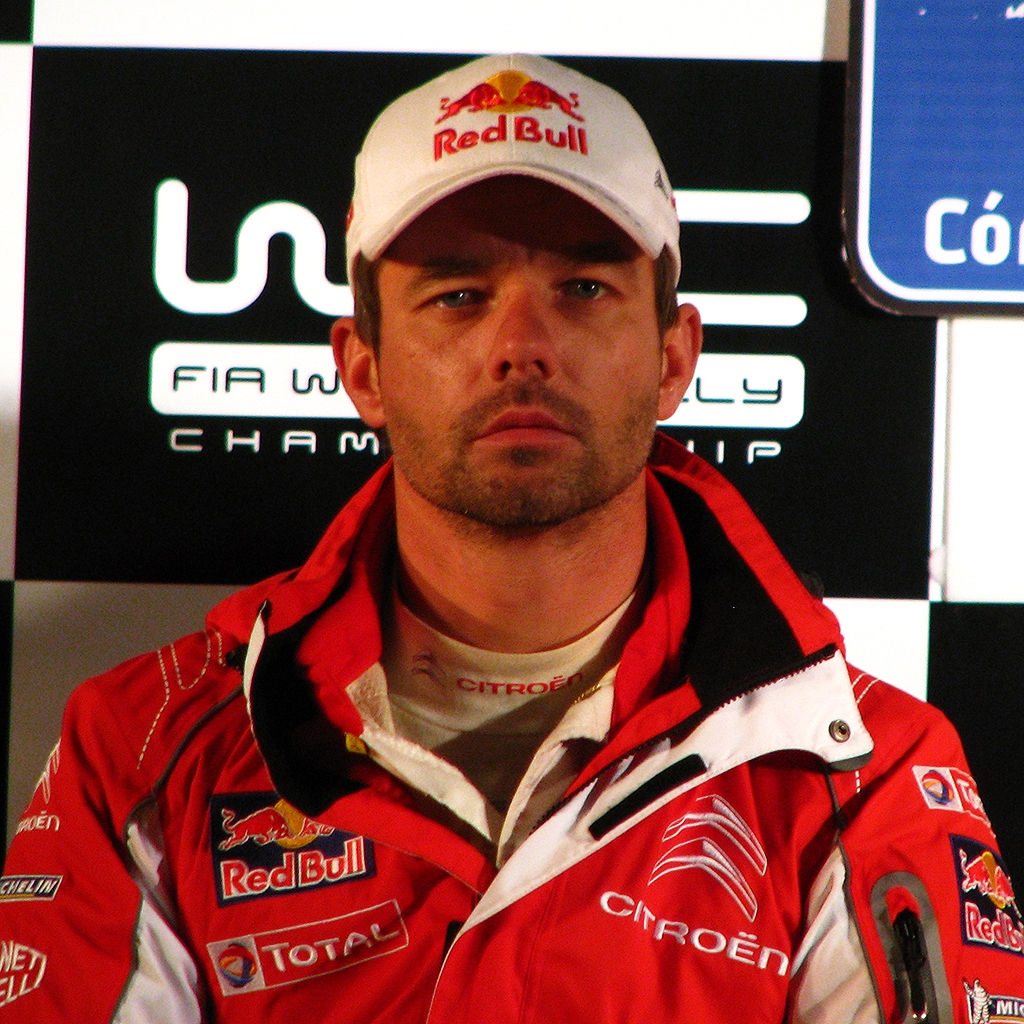
Sébastien Loeb

- Athen/Griechenland: Nach tagelangem Tauziehen wird das Übergangskabinett des neuen Premierministers Loukas Papadimos im Amtssitz des Staatspräsidenten Karolos Papoulias vereidigt. Neuer Außenminister wird Stavros Dimas, Finanzminister bleibt Evangelos Venizelos.[22]
- Powys / Vereinigtes Königreich: Bei der Rallye Großbritannien sichert sich der Franzose Sébastien Loeb zum achten Mal in Folge den Gewinn der Rallye-Weltmeisterschaft.[23]

### Samstag, 12. November 2011
- Kairo/Ägypten: Die Arabische Liga suspendiert Syrien aufgrund der gewalttätigen Antwort der regierungstreuen syrischen Exekutive auf massive Proteste im Land.[24]
- London / Vereinigtes Königreich: Die Zerschlagung des Konzerns EMI Group und die Einzelverkäufe der Unternehmensteile EMI Music Publishing und EMI Music wird bekannt gegeben. Das Musikgeschäft übernimmt die Universal Music Group, eine Tochter des französischen Vivendi Konzerns für 1,9 Milliarden Euro. Ein internationales Konsortium unter Führung des Unterhaltungs- und Elektronikkonzerns Sony kauft die Musikrechte für 2,2 Milliarden US-Dollar.[25]
- Rom/Italien: Silvio Berlusconi reicht offiziell seinen Rücktritt als Präsident des Ministerrates ein.[26]
- Teheran/Iran: Bei einer Explosion in einer Militärbasis der Revolutionsgarde nahe der Hauptstadt kommen mindestens 17 Menschen ums Leben.[27]

### Sonntag, 13. November 2011

APEC-Mitglieder 2011

- Dornbirn/Österreich: Der römisch-katholische Geistliche Carl Lampert wird mit Erlaubnis von Papst Benedikt XVI. seliggesprochen.[28]
- Honolulu / Vereinigte Staaten: Der 23. Gipfel der Asiatisch-Pazifischen Wirtschaftsgemeinschaft APEC endet. Das Fernziel der Mitglieder, eine Freihandelszone, ist nur theoretischer Inhalt der Verhandlungen.[29]
- Zchinwali/Georgien: Bei der Präsidentschaftswahl in dem nur von Russland, Nicaragua, Venezuela und Nauru anerkannten Staat Südossetien erhält Anatoli Bibilow 25,44 % der abgegebenen Wählerstimmen, während Alla Dschiojewa 25,37 % erhält. Anatoli Bibilow und Alla Dschiojewa werden sich am 27. November einer Stichwahl stellen.[30] Bei einem zeitgleich abgehaltenen Referendum zum Status des Russischen votierte die Mehrheit für den Status als Amtssprache neben dem Ossetischen.[31]

### Montag, 14. November 2011

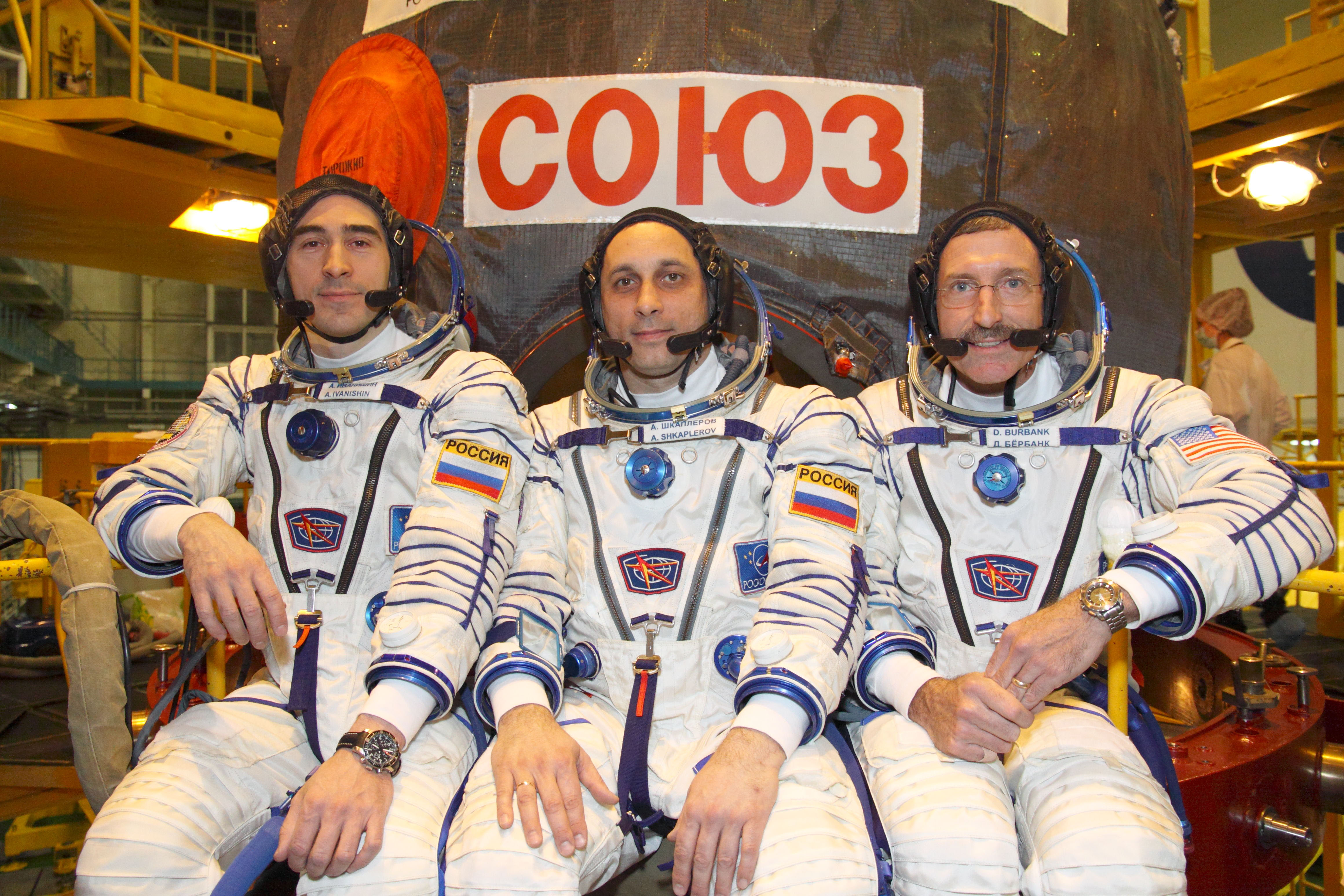
Iwanischin, Schkaplerow, Burbank

- Baikonur/Kasachstan: Start der Sojus-Mission TMA-22 zur Internationalen Raumstation.[32]
- Wien/Österreich: Bei der 12. Verleihung des Nestroy-Theaterpreises werden Sarah Viktoria Frick als beste Schauspielerin und Max Mayer als bester Schauspieler ausgezeichnet.

### Dienstag, 15. November 2011
- Tunis/Tunesien: Nach der Wahl zur Verfassunggebenden Versammlung einigen sich Ennahda und die Kongresspartei auf Moncef Marzouki als Übergangspräsidenten für ein Jahr.[33]
- Yaren/Nauru: Sprent Dabwido wird zum Nachfolger von Staatspräsident Frederick Pitcher, der zuvor bei einer Vertrauensfrage im Parlament scheiterte, gewählt.[34]

### Mittwoch, 16. November 2011
- Genf/Schweiz: Gut ein Jahr nach Inkrafttreten eines internationalen Streubombenverbots besitzen nach Angaben der Nichtregierungsorganisation Cluster Munition Coalition noch 69 Länder Vorräte dieser Waffen.[35]
- Rom/Italien: Die Übergangsregierung des neuen Ministerpräsidenten sowie Wirtschafts- und Finanzminister Mario Monti wird von Staatspräsident Giorgio Napolitano vereidigt. Neuer Außenminister wird Giulio Terzi di Sant’Agata.[36]

### Donnerstag, 17. November 2011
- Bonn/Deutschland: Der ehemalige Forstdirektor und Mitbegründer des Nationalparks Bayerischer Wald, Georg Sperber, wird bei der Verleihung des ersten Deutschen Naturschutzpreises für sein Lebenswerk ausgezeichnet.[37]
- Genf/Schweiz: Wissenschaftler der Europäischen Organisation für Kernforschung (CERN) geben erneut die Messung von Neutrinos bekannt, die sich möglicherweise mit Überlichtgeschwindigkeit bewegen (OPERA-Neutrino-Anomalie).[38]

### Freitag, 18. November 2011

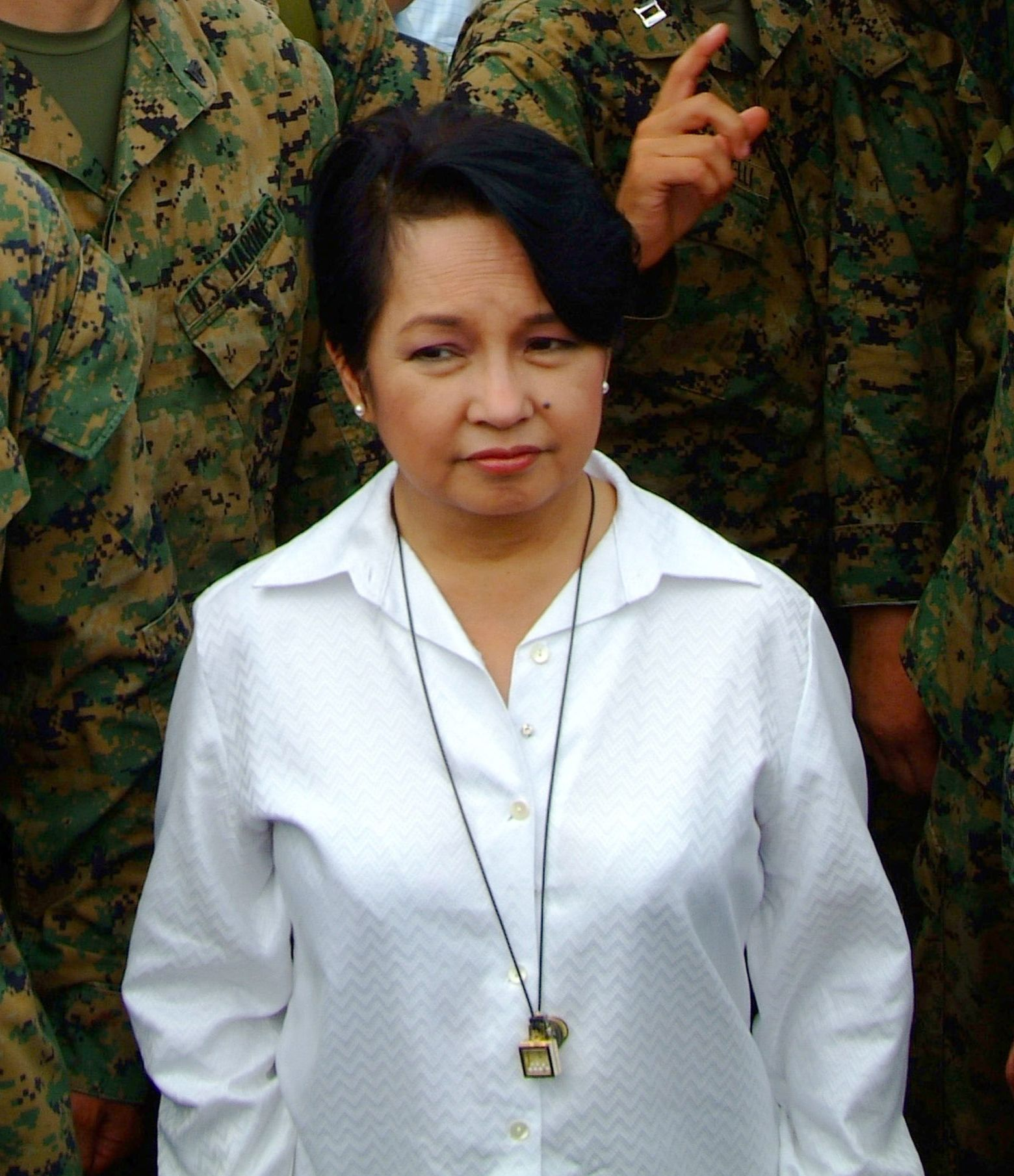
Gloria Macapagal-Arroyo (2006)

- Manila/Philippinen: Gegen die frühere Staatspräsidentin Gloria Macapagal-Arroyo wird Haftbefehl wegen mutmaßlichen Wahlbetrugs erlassen.[39]
- Porto-Novo/Benin: Papst Benedikt XVI. trifft aus Anlass der Unterzeichnung und Veröffentlichung des nachsynodalen apostolischen Schreibens der zweiten Sonderversammlung der Bischofssynode für Afrika in der Hauptstadt des Landes ein.[40]

### Samstag, 19. November 2011
- Tripolis/Libyen: Der seit Monaten gesuchte Sohn des ehemaligen Machthabers Muammar al-Gaddafi, Saif al-Islam al-Gaddafi, wird nach Angaben des Übergangsrates im Süden des Landes festgenommen.[41]

### Sonntag, 20. November 2011

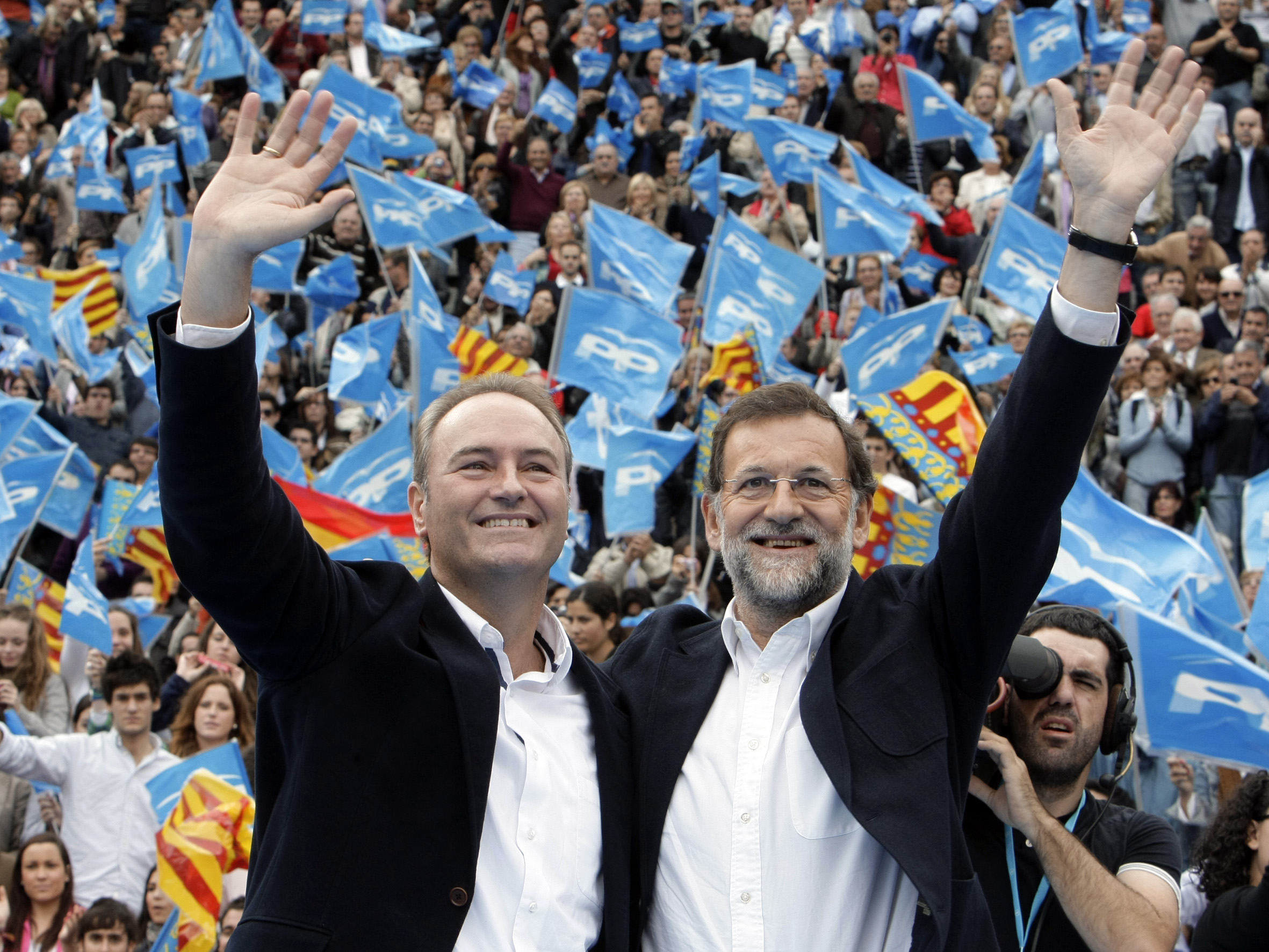
Mariano Rajoy (rechts)

- Basel/Schweiz: Dem Schriftsteller und Psychologen Catalin Dorian Florescu wird für seinen Roman Jacob beschliesst zu lieben der Schweizer Buchpreis zugesprochen.[42]
- Madrid/Spanien: Bei den Parlamentswahlen gewinnt die bisher oppositionelle Volkspartei unter Mariano Rajoy mit 44,62 % der abgegebenen Wählerstimmen die absolute Mehrheit, während die Sozialistische Arbeiterpartei von Ministerpräsident José Luis Rodríguez Zapatero 28,73 % erhält. Die Vereinigte Linke erreicht 6,92 %, die Union Fortschritt und Demokratie 4,69 % und die Convergència i Unió 4,17 %.[43]

### Montag, 21. November 2011
- Washington, D.C. / Vereinigte Staaten: Gemeinsam mit Kanada und dem Vereinigten Königreich verhängt die Bundesregierung verschärfte Sanktionen gegen den Iran, der weiterhin am umstrittenen Atomprogramm festhält.[44]

### Dienstag, 22. November 2011
- Osaka, Tokio/Japan: Die Tokyo Stock Exchange und die Osaka Stock Exchange unterzeichnen einen Einigungsvertrag, der die Fusionierung zum 1. Januar 2013 vorsieht, womit nach dem NYSE Euronext und der NASDAQ der weltweit drittgrößte Handelsplatz entstehen würde.[45]

### Mittwoch, 23. November 2011

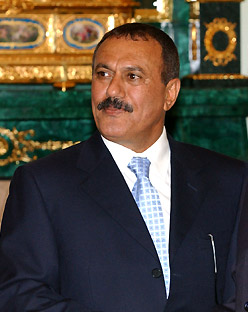
Ali Abdullah Salih (2004)

- Ankara/Türkei: Mit Recep Tayyip Erdoğan entschuldigt sich erstmals ein Ministerpräsident im Namen der Regierung für das Dersim-Massaker von 1937/38, bei dem knapp 14.000 Kurden durch Soldaten getötet und deren Siedlungen zerstört wurden.[46]
- Sanaa/Jemen: Der durch die Proteste unter Druck geratene Präsident Ali Abdullah Salih unterzeichnet ein Abkommen auf der Grundlage des Plans des Golf-Kooperationsrates zur Machtübergabe an seinen bisherigen Stellvertreter Abed Rabbo Mansur Hadi.[47]
- Tunis/Tunesien: Hamadi Jebali wird von Präsident Moncef Marzouki zum Premierminister ernannt.[48]

### Donnerstag, 24. November 2011

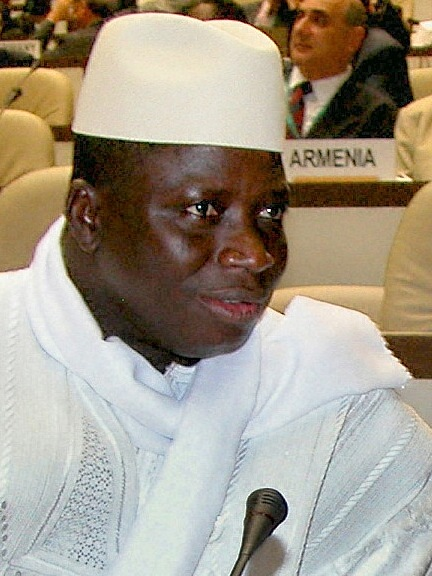
Yahya Jammeh (2007)

- Banjul/Gambia: Bei der Präsidentschaftswahl gewinnt Amtsinhaber Yahya Jammeh mit 71,54 % der abgegebenen Wählerstimmen, während Ousainou Darboe 17,36 % und Hamat Bah 11,11 % erhalten.[49]
- Berlin/Deutschland: Das Abgeordnetenhaus wählt Klaus Wowereit mit 84 Stimmen erneut zum Regierenden Bürgermeister.[50]
- Frankfurt am Main/Deutschland: Nach wiederholten Fan-Ausschreitungen schließt der Deutsche Fußball-Bund den Zweitligisten Dynamo Dresden vom DFB-Pokal-Wettbewerb 2012/13 aus.[51]
- Kairo/Ägypten: Der Militärrat ernennt Kamal El-Ganzouri zum Nachfolger des bisherigen Premierministers Essam Scharaf.[52]
- Minsk/Belarus: Der Gründer der Menschenrechtsorganisation Wesna, Ales Bjaljazki, wird wegen Steuerhinterziehung zu viereinhalb Jahren Straflager verurteilt. Die Außenbeauftragte Catherine Ashton und Erweiterungskommissar Štefan Füle protestieren im Namen der Europäischen Union gegen das Urteil und sprechen von einem „politischen Prozess“.[53]
- Mühlenfließ/Deutschland: Der mutmaßliche Filmer des Nationalsozialistischen Untergrundes wird in Potsdam-Mittelmark von der GSG 9 aufgespürt und verhaftet. Der 32-jährige Sachse soll die Videos der Gruppierung, in denen deren Taten verherrlicht werden, erstellt haben.[54]

### Freitag, 25. November 2011

Verlauf der Sonnenfinsternis

- Antarktis, Neuseeland, Südafrika: Partielle Sonnenfinsternis
- Berlin/Deutschland: Der Bundesrat stimmt der Reform des Insolvenzrechts zu. Die neue Gesetzgebung soll die Sanierung von Unternehmen erleichtern.[55]
- Rabat/Marokko: Bei den vorgezogenen Parlamentswahlen gewinnt die gemäßigt islamistische Partei für Gerechtigkeit und Entwicklung unter Abdelilah Benkirane mit 27 % der abgegebenen Wählerstimmen.[56]

### Samstag, 26. November 2011

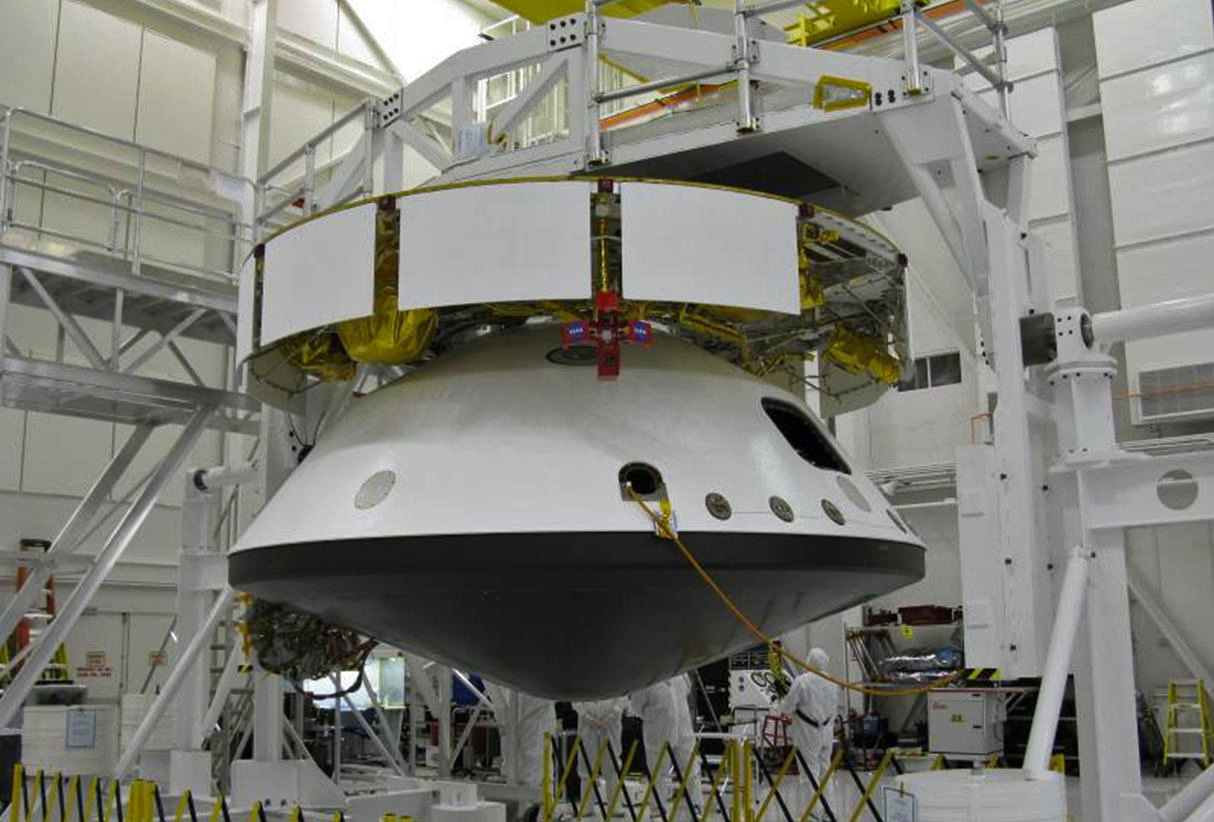
Das Mars Science Laboratory

- Cape Canaveral / Vereinigte Staaten: Die NASA startet das Mars Science Laboratory mit dem Rover Curiosity, der ab August 2012 die Marsoberfläche erkunden soll, erfolgreich.[57]
- Islamabad/Pakistan: Bei einem Angriff der US-Armee auf den Militärposten Salala nahe der Grenze zu Afghanistan kommen mindestens 24 Menschen ums Leben und mehr als 13 weitere werden verletzt.[58]
- Wellington/Neuseeland: Bei den Parlamentswahlen gewinnt die regierende National Party von Premierminister John Key mit 48 % der abgegebenen Wählerstimmen vor der Labour Party mit 27 % und der Green Party mit 11 %.[59]

### Sonntag, 27. November 2011
- Kinshasa / DR Kongo: Bei den Parlaments- und Präsidentschaftswahlen gewinnt Amtsinhaber Joseph Kabila mit 48,95 % der abgegebenen Wählerstimmen, während Etienne Tshisekedi 32,33 % erreicht. Nach der Bekanntgabe der Wahlergebnisse kommt es zu Protesten gegen die Regierung Kabilas.[60]
- Stuttgart/Deutschland: Bei einer Volksabstimmung votieren 58,8 % der Wähler für den Bau des Bahnprojektes Stuttgart 21 und 41,2 % dagegen.[61]
- Zchinwali/Georgien: Im abtrünnigen Gebiet Südossetien wird eine Stichwahl um das Präsidentschaftsamt zwischen Anatoli Bibilow und Alla Dschiojewa abgehalten.

### Montag, 28. November 2011
- Kairo/Ägypten: Beginn der Parlamentswahlen 2011/2012

### Dienstag, 29. November 2011

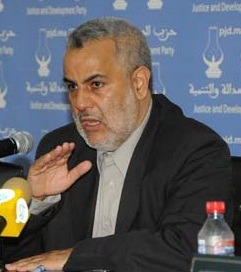
Abdelilah Benkirane

- Los Angeles / Vereinigte Staaten: Der frühere Leibarzt von Michael Jackson, Conrad Murray, wird wegen fahrlässiger Tötung zu einer vierjährigen Haftstrafe verurteilt.[62]
- Oslo/Norwegen: Zwei Sachverständige erklären in einem rechtspsychiatrischen Gutachten, dass Anders Behring Breivik zur Tatzeit seiner Anschläge in Oslo und auf Utøya nicht zurechnungsfähig war.[63]
- Rabat/Marokko: Nach dem Wahlsieg seiner Partei für Gerechtigkeit und Entwicklung bei den Parlamentswahlen wird Abdelilah Benkirane von König Mohammed VI. zum Premierminister ernannt.[64]
- Teheran/Iran: Am ersten Jahrestag des Mordanschlages auf den Atomwissenschaftler Madschid Schahriari stürmen Demonstranten die im Zentrum der Hauptstadt gelegene Botschaft Großbritanniens. Der Protest richtet sich gegen die jüngst erhobenen britischen Sanktionen im Atomstreit. Daraufhin fordert die britische Regierung die iranischen Botschaftsmitarbeiter auf, das Land binnen 48 Stunden zu verlassen.[65]

### Mittwoch, 30. November 2011
- Den Haag/Niederlande: Der ehemalige Präsident der Elfenbeinküste, Laurent Gbagbo, wird an den Internationalen Strafgerichtshof überstellt, wo er sich wegen Verbrechen gegen die Menschlichkeit während des Bürgerkrieges 2002–2007 und der Regierungskrise 2010/2011 verantworten soll.[66]
- Frankfurt am Main/Deutschland: Die Europäische Zentralbank, die US-Notenbank Federal Reserve System, die Notenbanken Kanadas, Japans, Großbritanniens sowie die Schweizerische Nationalbank stellen zur Abwehr der Staatsschuldenkrise und um die Realwirtschaft zu stützen den globalen Finanzmärkten mehr Geld zur Verfügung. Die Zentralbanken verständigen sich, die Kosten bestehender Dollar-Swaps ab dem 5. Dezember 2011 um 50 Basispunkte zu vermindern. Sie vereinbaren zudem Tauschgeschäfte, um jederzeit die von Banken benötigte Währung bereitstellen zu können. Die Zentralbanken garantieren so den Geschäftsbanken, dass sie auch in anderen Währungen flüssig sind.[67]